# Florestano Rossomandi
Florestano Rossomandi (Bovino, 1857 – Napoli, 1933) è stato un pianista e compositore italiano.

## Biografia
Allievo di Beniamino Cesi, dopo aver studiato al Conservatorio di Napoli vi insegnò pianoforte dal 1889 al 1931. Concertista richiesto in tutte le grandi città d’Italia, esplicò anche l’attività  di direttore d'orchestra. Compose molti brani di carattere romantico, ma il suo nome resta soprattutto legato alla vasta opera da lui svolta nel campo della didattica pianistica. Pubblicò la "Guida per lo studio tecnico del pianoforte" in otto volumi e la "Antologia didattica" tradotte anche in inglese e spagnolo. Questi sono ancora in uso presso i più prestigiosi conservatori musicali statunitensi ed europei. All'esposizione mondiale di Parigi del 1909 gli vennero decretati una medaglia d'oro ed un diploma d'onore; il Ministero gli conferì le insegne di Grande Ufficiale dell'Ordine della Corona d'Italia. 
Ebbe tra i suoi allievi Attilio Brugnoli, Vincenzo Scaramuzza, Luigi Finizio e Vincenzo Vitale.